# Heterodrilus nudus
Heterodrilus nudus är en ringmaskart som beskrevs av Wang och Erseus 2003. Heterodrilus nudus ingår i släktet Heterodrilus och familjen glattmaskar. Inga underarter finns listade i Catalogue of Life.